# Alexandru Dejeu
Alexandru Dejeu (n. 1 iunie 1923, Poieni, Cluj  - d. 2 septembrie 1958, Gherla) a fost, alături de Iosif Capotă, liderul unui grup de rezistență anticomunistă care a acționat în zona Huedin, județul Cluj.

## Date personale
Alexandru Dejeu s-a născut într-o familie de români greco-catolici care avea șase copii. Unul din frații săi a fost Gavril Dejeu. În 1940 armata maghiară a ocupat localitatea Poieni, iar tatăl său, Gheorghe Dejeu, a fost grav rănit de către trupele maghiare și a decedat câteva zile mai târziu la spitalul din Huedin. A urmat Liceul „Emanoil Gojdu” din Oradea, iar apoi Facultatea de Medicină (la Sibiu, unde se refugiase în timpul războiului) și la Cluj (după război).
După terminarea studiilor a fost repartizat ca medic de circumscripție în Călățele, ulterior îndeplinind aceeași funcție în Mărgău, Silvașu de Câmpie (județul Mureș) și Dragu (județul Sălaj), iar în 1951, pe când era medic la Mărgău, s-a căsătorit cu Ana Rauca, cunoștință din perioada studenției și nepoată de soră a doctorului Iosif Capotă.

## Activitatea politică și profesională după 1945
După revenirea la Cluj s-a implicat în activitatea politică a Partidului Național Țărănesc, mai ales în alegerile din 1946, când a transmis în mod constant materiale electorale pentru zona Huedinului, în câteva rânduri chiar prin intermediul surorii sale, Maria Dejeu (după căsătorie Farcaș). La aceleași alegeri a îndeplinit și funcția de delegat al PNȚ pe lângă secția de votare din Valea Drăganului, motiv pentru care, ulterior, a intrat și el, în atenția instituțiilor de represiune locale, fiind reținut pentru o scurtă perioadă în stare de arest la Postul de Poliție din Huedin.

## Activitatea anticomunistă
După arestul din toamna anului 1946 a ieșit din sfera de interes a autorităților, exercitându-și profesia de medic, dar s-a aflat într-o legătură permanentă cu Iosif Capotă, ajutându-l cu bani și alimente. După venirea lui Iosif Capotă în Brăișor și înainte ca Alexandru Dejeu să fi fost mutat pe criteriu profesional din Mărgău, întâlnirile au fost numeroase, iar după transferul în Dragu, colaborarea între ei a continuat, Iosif Capotă fiind căutat în Brăișor de către Alexandru Dejeu de câte ori a fost posibil.
După mutarea lui Alexandru Dejeu în Dragu, grupul „Capotă-Dejeu” a intrat într-un nou stadiu de evoluție, pe parcursul căruia au fost parțial asimilate câteva dintre trăsăturile specifice unui grup de rezistență anticomunistă, cei doi lideri constituind în jurul lor importante grupuri de colaboratori cu care aveau întâlniri constante. Din punct de vedere formal cele două sub-grupuri au făcut parte din organizația anticomunistă „Frontul Național Creștin Iuliu Maniu. Gruparea pentru Libertate, Patrie și Cruce”, denumire stabilită de Iosif Capotă încă din 1949.
Principalele acțiuni ale acestora au constat în redactarea și difuzarea a aproximativ 5000 de manifeste anticomuniste, cu o tematică diversificată: desființarea Bisericii Greco-Catolice, colectivizarea, rebeliunea antisovietică a lui Tito etc. Manifestele erau redactate de Iosif Capotă la mașina de scris și multiplicate cu indigo. Difuzarea era asigurată de către subgrupul din Brăișor la târguri sau la diverse aniversări și sărbători (23 august, 7 noiembrie, 30 decembrie), dar erau trimise și prin poștă către instituții, structuri regionale de partid, ministere, legații și ambasade.
Putem constata că grupul „Capotă-Dejeu” a avut un caracter nonviolent, deși după 1952 unii dintre membri erau înarmați.
În conformitate cu documentele din arhiva fostei Securități, Alexandru Dejeu a făcut obiectul unui dosar informativ deschis la 6 septembrie 1957 (Arhiva Consiliului Național pentru Studierea Arhivelor Securității (ACNSAS), fond Informativ, dosar nr. 3223, f. 5.) Din „Hotărârea de deschidere a dosarului” reiese: „Având în vedere faptul că sus-numitul se bucură de încrederea elementelor dușmănoase din comuna Dragu, a fost luat în studiu în vederea recrutării, iar la data de 23 octombrie 1956 s-a trecut la recrutarea lui ca agent în problema PNȚ Maniu”, dar se pare că, prin acțiunile sale, Alexandru Dejeu a făcut „un joc dublu, destul de periculos, pe care l-a acceptat, probabil, pentru că nu a avut de ales, ba mai mult, a considerat că prin inteligență ar fi putut controla ofițerul de securitate care-l avea în legătură și ar fi putut ține la distanță încercările repetate de arestare ale lui Iosif Capotă și, implicit, descoperirea legăturilor sale cu fugarul și a rețelei de apropiați.”
În toamna anului 1957 Securitatea nu mai era mulțumită de „colaborarea” cu Alexandru Dejeu, într-un raport precizându-se că acesta „a furnizat unele materiale fără importanță despre diferite elemente foste în PNȚ Maniu din comuna Dragu” (Arhiva Consiliu Național pentru Studierea Arhivelor Securității, fond Informativ, dosar nr. 3223, f. 3.) iar „la întâlnire se prezenta de obicei fără material, iar față de L.O. care ținea legătura cu el avea o serie de manifestări dușmănoase cu privire la politica externă și internă a URSS și RPR, spunând în mai multe rânduri că el are o altă platformă politică decât cea a PMR și că PMR-ul nu este iubit de oameni și nici chiar de membrii lui, pentru că măsurile pe care le ia nu sunt juste și gândite etc., constatându-se că este un element înrăit și dușman al poporului și regimului democrat popular, fapt pentru care nu prezintă încredere, fiind capabil oricând să desfășoare activitate organizată împotriva regimului”.
Potrivit unor documente din Arhiva CNSAS se pare că la începutul colaborării cu Securitatea, Alexandru Dejeu a impus unele reguli, cum ar fi acea că „pe baza informațiilor lui să nu se treacă la arestarea vreunei persoane, iar datorită faptului că el nu este de acord cu politica partidului, nu vrea să se facă vărsare de sânge, adică în cazul că unele persoane ar încerca să se organizeze și să treacă la acțiune armată, el va semnala ca să se ia măsuri de împrăștierea lor și nicidecum măsuri pentru arestarea acestora”
. Așadar, Dejeu camufla acțiunile ostile contra regimului, ale sale și ale apropiaților săi, prin acceptarea în mod formal a colaborării cu Securitatea.

## Arestarea, condamnarea și execuția
În seara de 7 decembrie, la o zi după arestarea lui Iosif Capotă, Alexandru Dejeu, împreună cu soția sa, Ana Rauca, a fost arestat de la domiciliul său din Cluj. Ancheta s-a desfășurat în nota specifică Securității și, după ce s-a convins că sunt cunoscute toate persoanele implicate și că ele sunt arestate și au făcut mărturisiri, Alexandru Dejeu a făcut declarații complete în care și-a expus convingerile politice. El a precizat: „m-am hotărât să declar tot adevărul, convins fiind că negația în continuare nu-și mai are rost. N-aș face acest lucru fără să fiu convins de cele afirmate mai sus și țiu să declar că rostul negării de până acum a fost nu diminuarea răspunderii personale, ci limitarea persoanelor arestate. Mă refer la număr. Aș vrea să arăt de la bun început că nu regret tot ceea ce am făcut și dacă istoria s-ar repeta, în fond aș face la fel, aș modifica însă profund forma”, în sensul de a face tot posibilul să nu fie prins de Securitate.
În proces Alexandru Dejeu a făcut un dur rechizitoriu la adresa regimului comunist, și, la fel ca Iosif Capotă, a fost condamnat la moarte la 8 iulie 1958. La 20 august i-a fost respins recursul de comutare a pedepsei la muncă silnică pe viață și a fost executat prin împușcare la Penitenciarul Gherla, în 2 septembrie 1958 (ACNSAS, Fond Penal, dosar nr. 86, vol. 8A, f. 28.).
La 26 ianuarie 1998 Curtea Supremă de Justiție a pronunțat recursul în anulare împotriva sentinței nr. 900 din 8 iulie 1958 a Tribunalului Militar al regiunii a III-a Militară și deciziei nr. 213 din 1 august 1958 a Tribunalului Suprem - Colegiul Militar (ACNSAS, fond Penal, vol. 28, ff. 1-20.),) decizie care a însemnat reabilitarea morală a lui Alexandru Dejeu.